# シェルビー・デイトナ クーペ
シェルビー・デイトナ クーペ（Shelby Daytona Coupe）は1964年のスポーツカー世界選手権に参戦するためにシェルビー・アメリカンにより製作された競技用グランドツーリングカーである。
デイトナ24時間レースの前身、デイトナ2000kmレースにちなみ、車名が付けられた。合計で6台が製作され、1964年のル・マン24時間レースではクラス優勝を果たした。
文献によって「コブラ・デイトナ」や「コブラ・デイトナ・クーペ」など異なった車名で表記される場合もある。

## 沿革

### 開発の経緯

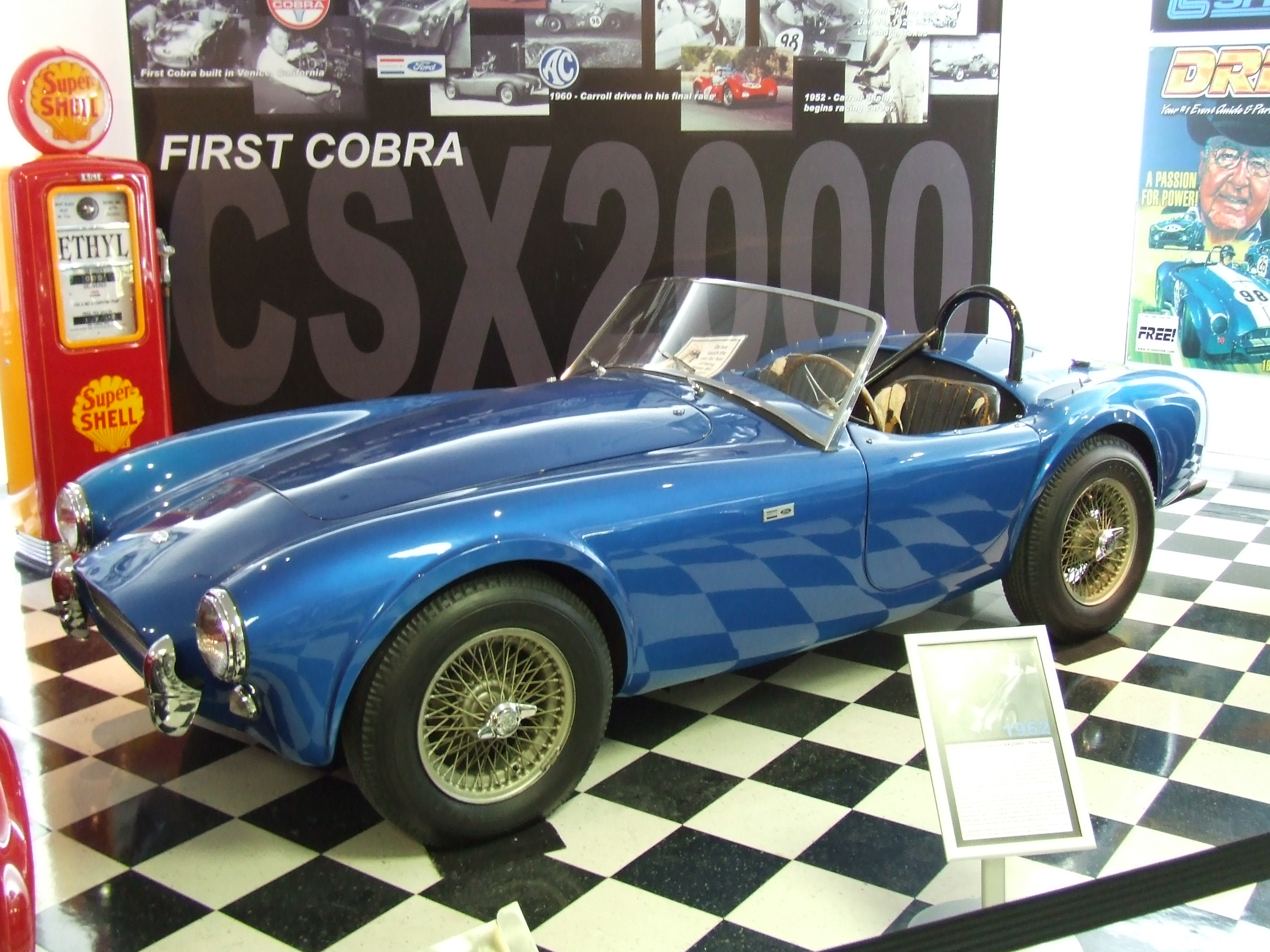
ACコブラ

キャロル・シェルビーは1959年にアストンマーティンでル・マン24時間レースに勝利した後、1962年にACカーズ製ボディにフォード製エンジンを搭載したACコブラを製作、アメリカ各地のレースで勝利を収め、シェルビーはヨーロッパのサーキットでも勝利を望んでいた。ACコブラはライバルであるフェラーリやアストンマーティンと比べ馬力はあったが、 オープンボディのため空力上の不利が大きく、特に、ル・マンが行われるサルト・サーキットのような長い直線を有するコースではトップスピードで差が開き、ライバルの後塵を拝していた。これは当時のアメリカのサーキットは短い直線と大きなカーブで構成されており、最高速度は重要視されていなかったためである。
そこでシェルビーは新しい車両の開発を決定。ゼネラルモーターズでデザインの仕事をしていたピート・ブロックに空力に優れたボディデザインを依頼し、エンジニアのフィル・レミントンなどと共に開発を行った。当時はFIAにより、スポーツカー世界選手権でGTクラス参戦の公認（ホモロゲーション）を得るには「連続した12か月に100台以上生産」という車両規則が定められていた。しかし、100台を生産した以降は”エボリューションタイプ”としてボディの形状変更が許可されていた。この規則に着目したシェルビー・アメリカンは、既に100台の生産を果たしていたACコブラのシャーシに、カムテールと呼ばれるデザイン形状のボディを採用した”エボリューションタイプ”の車両を設計した。シャーシやエンジンなど同一のパーツを利用しているため、機械的にデイトナ クーペはACコブラとほぼ同一のものだった。
レースで損傷したACコブラのシャーシを修復して作成されたモックアップを使って輪郭が決められ、プロトタイプのシャーシナンバー"CSX2287"の製造と組み立ては、シェルビー・アメリカンの拠点のあるカリフォルニア州で行われた。車両が完成した時点で1964年のスポーツカー世界選手権の開幕戦であるデイトナ2000kmレースまで3週間もなかった。プロトタイプはリバーサイド・インターナショナル・レースウェイに持ち込まれ、ドライバーのケン・マイルズによりテストが行われた。その結果、ラップタイムはACコブラより3秒以上早く、速度は15マイル以上向上して180マイルを超え、後に25%も燃費が良いことも判明した。プロトタイプ以外の5台（シャシーナンバー:CSX2286、CSX2299、CSX2300、CSX2601、CSX2602）の車両製造は、フェラーリの本社もあるイタリア・モデナのカロッツェリア グランスポルト で行われた。
レースに参戦したデイトナ クーペはライバルであるフェラーリ・250GTOよりも速く、多くのレースで勝利を収めた。ル・マンでは非公式ながらGTクラス最高速度の時速190マイル以上を記録した。

### 引退とその後
エンジン供給でシェルビー・アメリカンと深い関係にあったフォードは、デイトナ クーペと同時期にデビューしたGT40のル・マンでの惨敗に落胆し、フェラーリ打倒をシェルビー・アメリカンに託すことを決定、GT40の改良を依頼した。プロトタイプクラスのGT40は操作性に難があり、故障も多く、レースで苦戦を強いられていた。シェルビー・アメリカンによる改良を受けたGT40は1966年からル・マン4連覇を達成し、対照的にデイトナ クーペは表舞台から姿を消していった。
1965年11月、ユタ州のボンネビル・ソルトフラッツにおいて"CSX2287"が23個の米国自動車クラブ、およびFIAの陸上速度新記録を達成した。その後個人所有者に販売され、レーシングカーとしての使命を終えた。
その後1台(CSX2300)を日本人レーサー酒井正が購入し、1966年から1967年までNAC(日本オートクラブ)主催レース、第3回日本グランプリ等に少なくとも8度出場、船橋サーキットにおいて2度、鈴鹿サーキットと富士スピードウェイで各1回の優勝を記録している。1968年には別のドライバーにより第5回日本グランプリにも出場した。
2000年には上記の"CSX2300"がカリフォルニア州モントレーのオークションで400万ドルで落札され、2009年には同じくモントレーのオークションで、"CSX2601"が725万ドルで落札され、当時のアメリカ製の自動車の最高値を記録した。
2014年1月、アメリカ合衆国国定歴史遺産に「国が定める歴史的価値のある車」という項目が追加され、その第一号として"CSX2287"が登録された。同年11月には、同じく"CSX2287"が一般投票で選ばれる国際ヒストリックモータリングアワードの「カーオブザイヤー」を受賞した。
デイトナ クーペは6台全てが現存しており、2015年のグッドウッドリバイバル ではピート・ブロックと共に6台全てが集まるイベントが行われた。

## 主な戦歴

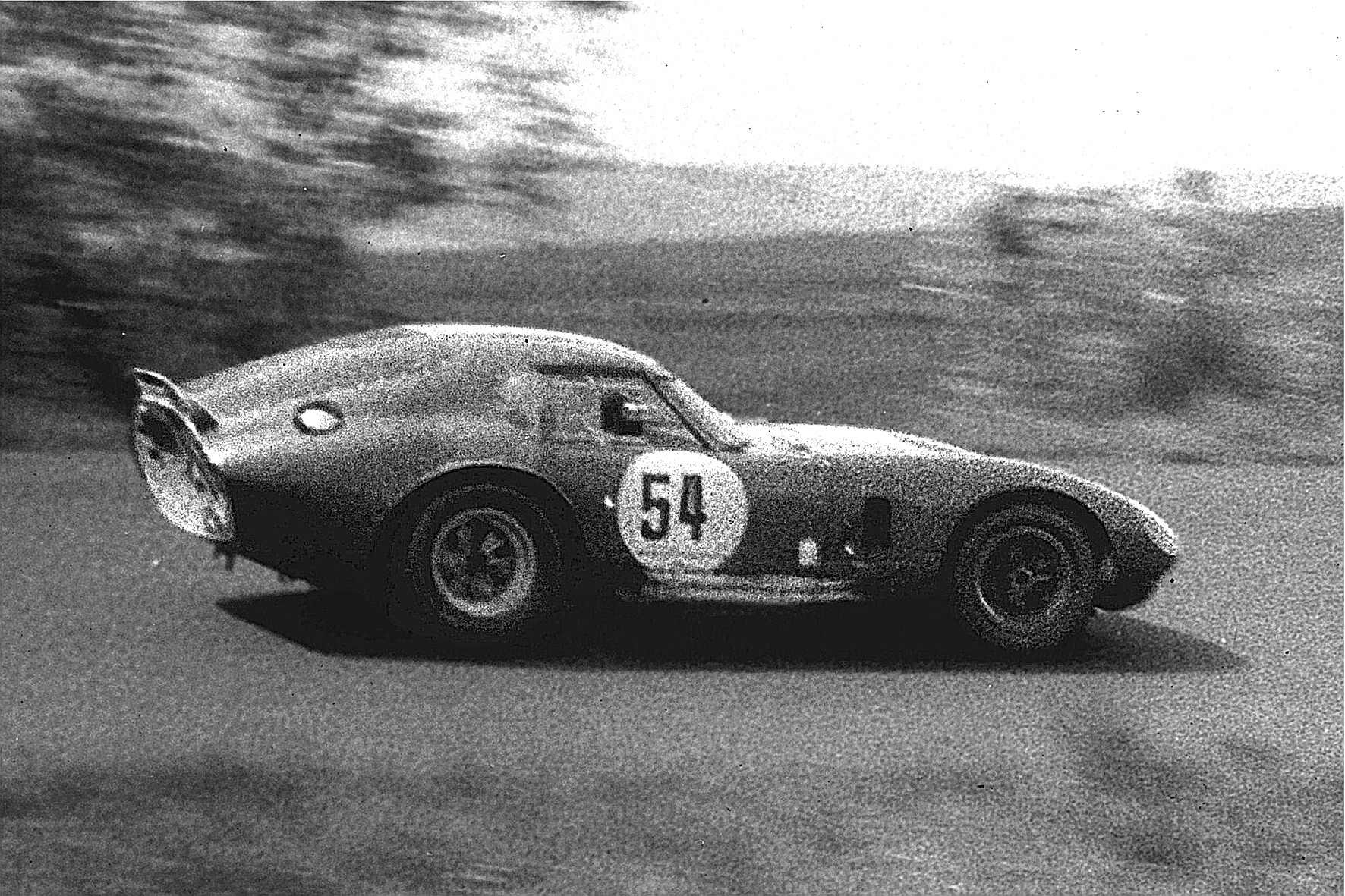
1965年 ニュルブルクリンク1000㎞レース

### 1964年
スポーツカー世界選手権の開幕戦デイトナ2000kmレースでデビューしたデイトナ クーペは、セブリングやル・マン、ツーリスト・トロフィーなどでライバルであるフェラーリ・250GTOに勝利したが、チャンピオンシップを獲得するには至らなかった。
- 2月 デイトナ2000kmレース、予選1位を獲得し、決勝でもリードしたがピット作業中に出火、結果は途中リタイア（CSX2287）。
- 3月 セブリング12時間レース、GTクラス優勝（CSX2287）。
- 6月 ル・マン24時間レース、総合4位、GTクラス優勝（CSX2299）。ドライバーはダン・ガーニーとボブ・ボンデュラント （英語版）。GTクラスの2-8位には3台のフェラーリ・250GTOと5台のポルシェ904GTSが続いた。
- 8月 グッドウッド・ツーリスト・トロフィー、GTクラス優勝（CSX2287）。

### 1965年
前年に引き続き、スポーツカー世界選手権のGTクラスに参戦したデイトナ クーペは多くのレースでフェラーリを破り勝利し、この年のGTクラスでチャンピオンシップを獲得した。
- 2月 デイトナ2000kmレース、GTクラス優勝（CSX2299）。GTクラスの2位も同じくデイトナ クーペが続いた。
- 3月 セブリング12時間レース、GTクラス優勝（CSX2299）。
- 5月 ニュルブルクリンク1000㎞レース、GTクラス優勝(CSX2601)。
- 6月 ル・マン24時間レース、GTクラス3位入賞(CSX2299)。 CSX2300以外の5台体制で出場するも、4台がトラブルでリタイア。GTクラス優勝はフェラーリ・275GTB、2位にはポルシェ・904GTS。
- 7月 ランス12時間レース、GTクラス優勝(CSX2601)。
- 8月 イタリアGP、GTクラス優勝(CSX2601)。

## シャーシナンバー

### CSX2286
1963年の秋にACに注文されたシャーシ。CSX2286は1番若いシャーシナンバーを持つが、完成したのは6台の中で1番遅く、1965年の春だった。本来のチャレンジャー289ハイパフォーマンスV8ではなく、シャーシを3インチ長くし、アルミニウム合金シリンダーヘッドのコブラ427V8を搭載する予定であったが、改造に時間がかかり、結果的に本来の仕様に戻された。

### CSX2287

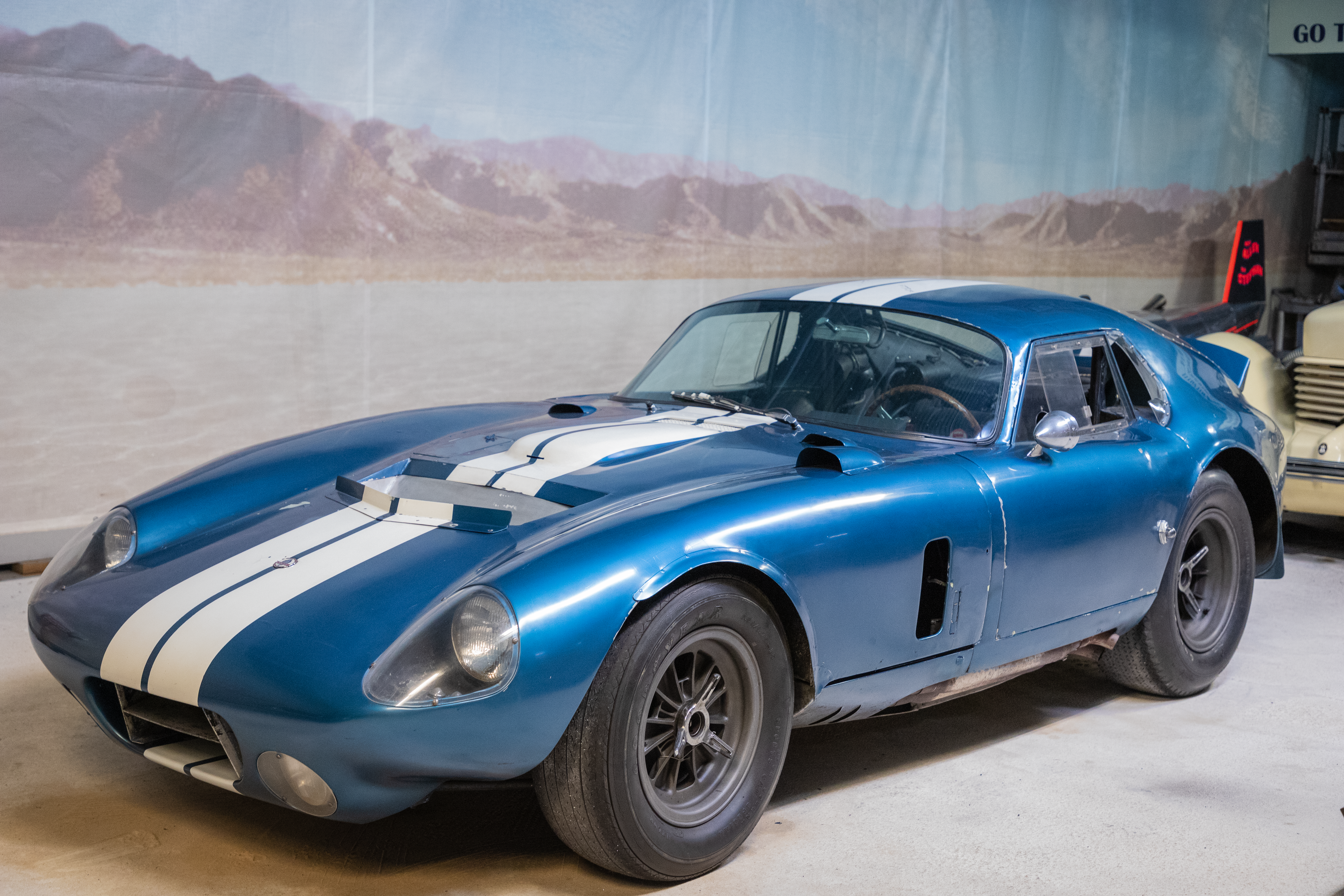
シミオン財団自動車博物館に展示されるCSX2287

6台の中で最初に完成したシャーシで、プロトタイプとしてテスト走行にも使われた。シェルビー・アメリカンはカリフォルニア州にある拠点で、設計から90日で車両を製作した。
1964-1965年にヨーロッパを転戦、ボンネビルでの速度記録を達成した後、スロットカーメーカーのジム・ラッセルに4,500ドルで買い取られた。公道走行のため改造を受け、約1年後にビートルズとの関係で知られるフィル・スペクターに12,500ドルで売却された。
フィルはロサンゼルスの公道でCSX2287に乗っていたが、エンジンの排熱により車内はとても暑く、オーバーヒートや高額な維持費に辟易していた。修理に出した店では800ドルで廃車にすることを提案された。所有を諦めることにしたフィルは、ボディガードのジョージ・ブランドに1,000ドルで車を売却した。
ジョージは車を保管する場所を探し、娘のドナがレンタルガレージを貸した。ドナは友人や夫などと車を走らせたが、1971年の終わりごろには車は倉庫で放置されていた。1982年ドナは離婚し、夫は車の所有権を主張しなかったとされる。
コレクターは行方不明になっていたCSX2287探していたが、その存在を確認できずにいた。時が過ぎ、車を15万ドル、その後50万ドルで買取を掛け合う者も現れたが、ドナはこれを拒否している。2000年、ドナはガソリンを被って焼身自殺し、その後、カリフォルニア州アナハイムのレンタルガレージから車両が発見された。
ドナの母親はカーディーラーのマーティン・アイアーズに300万ドルでCSX2287を売却したが、焼身自殺の直前に車両を譲り受けたとドナの幼馴染が主張、更にフィル・スペクターも、譲ったのではなく保管を依頼しただけと主張し、訴訟に発展した。
その後、アイアーズは別のコレクターにCSX2287を売却。車両は大規模なレストアなどは行われずに、現役当時の姿を保ったまま、フィラデルフィアのシミオン財団自動車博物館 に展示されている。

### CSX2299
全体で2番目に完成したシャーシで、カロッツェリア グランスポルトで最初に完成したシャーシでもある。
1964年のル・マン24時間レース、1965年のデイトナ2000kmレース、セブリング12時間レースなどでクラス優勝を果たした車両。過去にはシェルビー・アメリカンの博物館に展示されていた。

### CSX2300
1964年後半に完成したシャーシ。シェルビー・アメリカンでの活動後、日本人に売却され、日本グランプリなどで活躍した。1969年の「第２回東京レーシングカー・ショー」にも展示され、その後1970年代にキャロル・シェルビーに買い戻された。 2000年、カリフォルニア州モントレーのオークションにて400万ドルで落札された。

### CSX2601
1965年の選手権に向けて製作されたシャーシ。その年のニュルブルクリンク1000㎞、ランス12時間レース等でクラス優勝を果たした。2009年のオークションで725万ドルで落札され、当時のアメリカ製の自動車の最高値を記録した。

### CSX2602
1965年のデイトナ2000kmレースでデビューし、GTクラス2位でフィニッシュしたシャーシ。同年のル・マン24時間レースではスイスのレーシングチーム「スクーデリア フィリピネッティ 」のために赤いカラーリングが施された。2015年には所有者である日本人コレクターによってグッドウッドでのイベントにも参加した。

## レプリカ

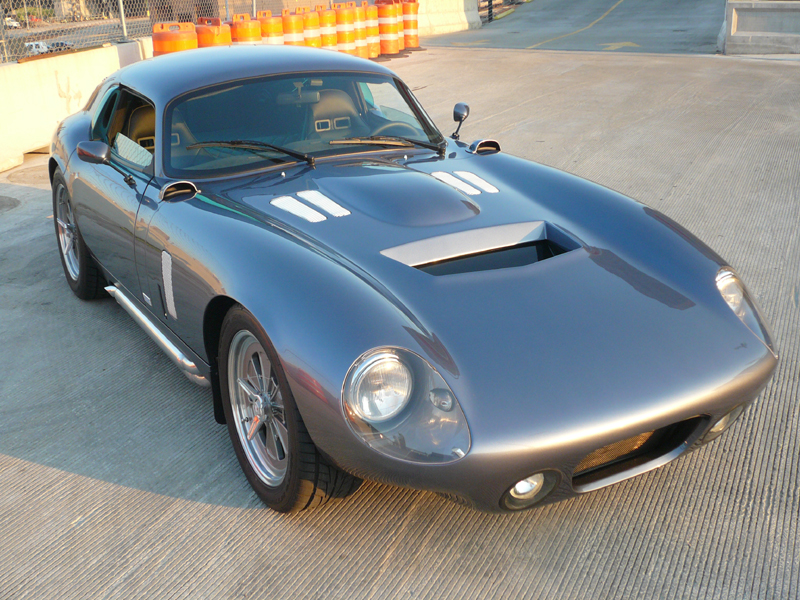
ブロック・クーペ

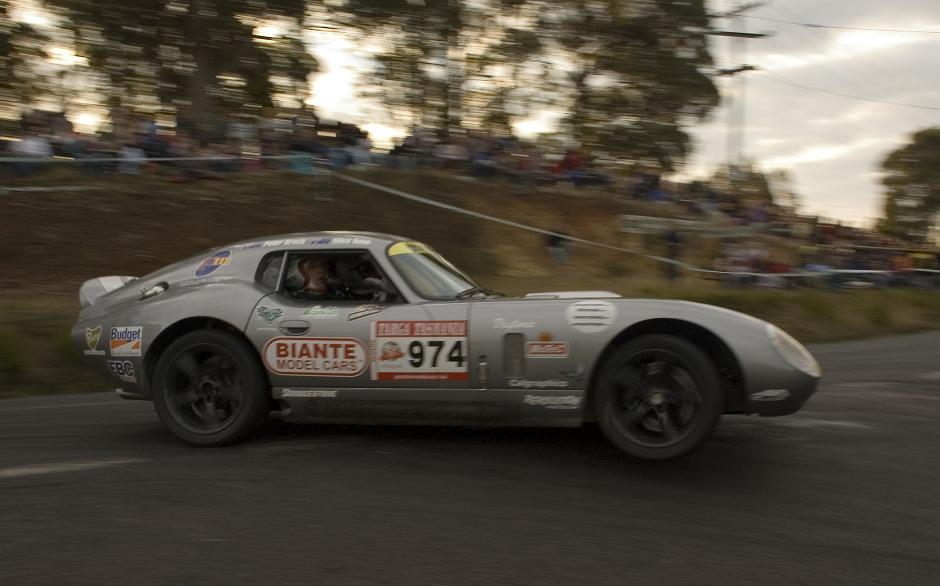
デイトナ・スポーツカー

デイトナ クーペは現在も人気を持ち、シェルビー・アメリカン公認のレプリカや外部の企業によるキットカーが数多く作られている。
スーパーフォーマンス(SPF)製のレプリカのデザインにはピート・ブロックやGT40のシャーシデザイナーが関わっている。このSPF製クーペは通称ブロック・クーペと呼ばれ、シェルビー・アメリカンの公認とライセンス契約のもと生産され、シャーシナンバーにはCSX9000番台の番号が与えられている。オリジナルよりも広い室内空間を有し、インテリアは現代的にアレンジされている。新設計のスペースフレーム・シャシー、サスペンションもリーフ式サスペンションから独立懸架に変更されるなど、全面的に改良されている。エンジンはRoush パフォーマンス製が搭載されるが、顧客の好みでエンジンを変更することも可能である。
ファクトリー・ファイブ・レーシングはFFRの略称で知られ、FFR製のレプリカは65クーペという名称を持つキットカーである。ブロック・クーペ同様にオリジナルよりも広い室内空間やボディ形状の変更、新設計のシャーシなど、多くの変更がなされている。
組み立てはフォード・マスタングをベースとするキットと、独自のシャーシを使用するものがある。
この他にもデイトナ・スポーツカーやShell Valley Companiesなど多くのレプリカが存在する。
2015年には、シェルビーアメリカンよりFIA世界選手権の50周年を記念して、オリジナルの設計図などを基にしたモデルが50台限定で発表された。安全性と性能の改善のための変更はあるが、リーフ式サスペンション、シャーシ、木製ハンドルなど、オリジナルに近い設計がなされている。

## フォード・シェルビーGR-1

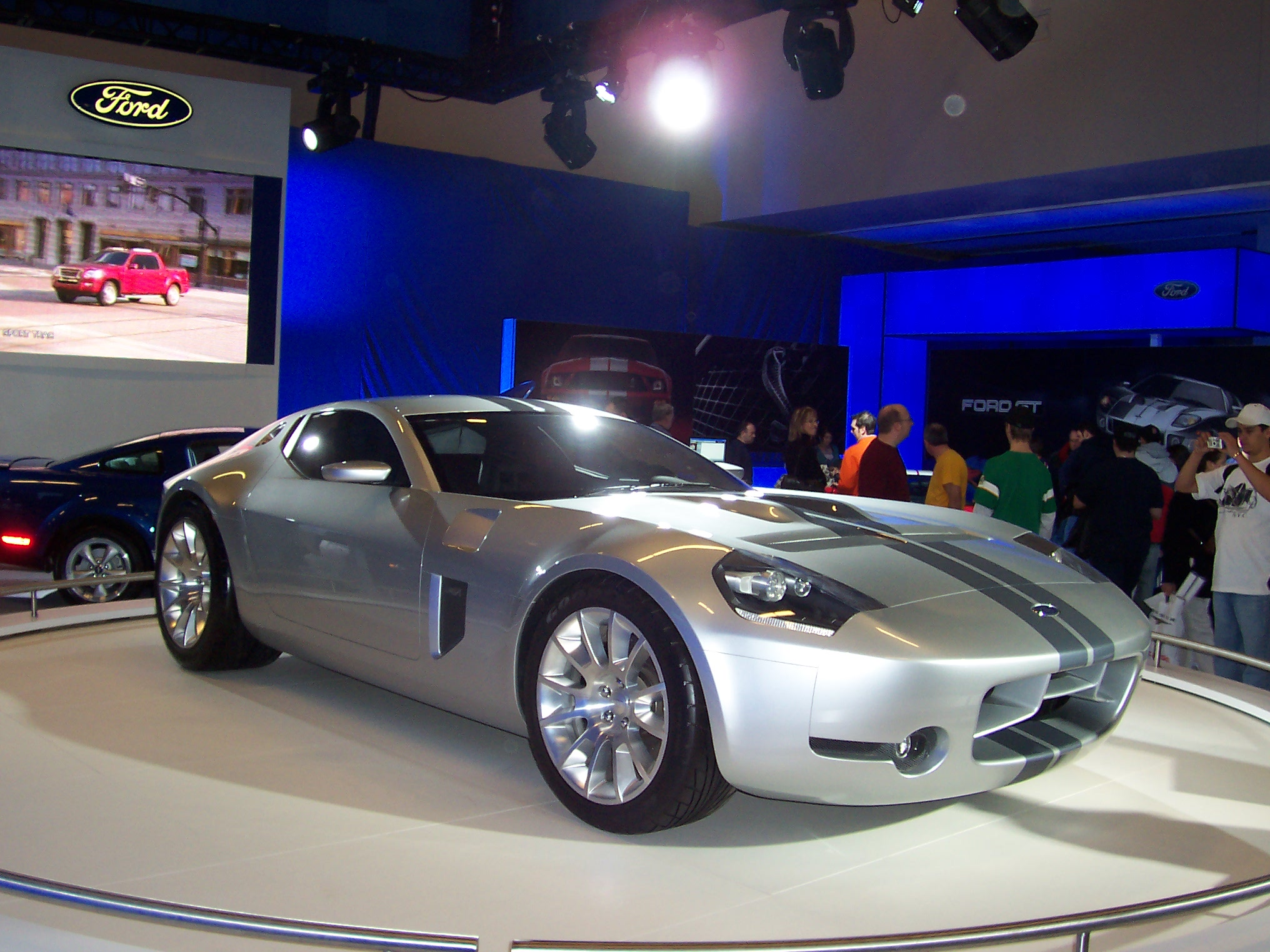
フォード・シェルビーGR-1

2005年にフォードがコンセプトカーとしてデイトナ クーペを現代風にリメイクしたフォード・シェルビーGR-1を北米国際オートショーで展示した。エンジンはアルミニウム製6.4リッターV10を搭載する。2019年にはスーパーフォーマンス製ボディを使用した車両を生産、オプションで電気自動車仕様も企画していると報道された。